# Jeremy Ashkenas
Jeremy Askhenas é um programador conhecido pela criação e pela co-criação das linguagens de programação CoffeeScript e LiveScript respectivamente, a framework Backbone.js e a biblioteca Underscore.js. Enquanto trabalhava no departamento gráfico em The New York Times, ele dividiu o Gerald Loeb Award de 2015 na categoria de Imagens/Gráficos/Interativos. Após trabalhar no The New York Times, ele era funcionário da Observable, Inc. A partir de 2020, passou a trabalhar em Substack Inc. Jeremy retornou ao The New York Times em junho de 2022 como Diretor de Gráficos de Opinião.

## Links externos
- Website do CoffeeScript
- Website do Backbone.js
- Website do Underscore.js